# Play Framework
Pour les articles homonymes, voir Play.
Play Framework est un framework web open source qui permet d'écrire rapidement des applications web en Java ou en Scala. Créé par Guillaume Bort en 2007, cofondateur et associé de Zengularity SA, Play Framework s'inspire d'autres frameworks comme Ruby on Rails ou Django, en visant à apporter un outil simple et productif sur la machine virtuelle Java. 
Play Framework a pour particularité de ne pas être basé sur le moteur Java de Servlet. C'est un choix délibéré de l'auteur visant à offrir un système plus simple et plus puissant pour développer une application Web en Java.

## Caractéristiques
- Convention plutôt que configuration
- RESTful
- Stateless

## Play 1
Le code source de la première version est apparu sur Launchpad en mai 2008. En octobre 2009 Play 1.0 est officiellement publié.
Groovy est utilisé comme langage de script pour le moteur de template et Hibernate pour le mapping objet-relationnel.
L'application déménage sur GitHub et Play 1.1 est annoncé en novembre 2010. Avec cette version, Play passe de Apache Mina à Netty et prend en charge Scala.
Play 1.2 est publié en avril 2011.

## Play 2
Play 2 est une nouvelle version majeure annoncée en novembre 2012 à la conférence Devoxx par Guillaume Bort et Sadek Drobi (Associé chez Zengularity SA). Complètement réécrit en Scala, Play2 permet d'utiliser soit Scala, soit Java, pour développer son application web. Play 2 apporte un nouveau moteur de template basé sur Scala, ainsi qu'un moteur asynchrone codé sur Akka. La version 2.1 disponible depuis février 2013 permet d'utiliser Scala 2.10.

## Exemples de sites utilisant Play
- LinkedIn utilise Play depuis fin 2012.
- Le site Klout utilise Play 2 pour la partie API
- Le site mobile du Guardian utilise Play